# Dysaphis ubsanurensis
Dysaphis ubsanurensis är en insektsart. Dysaphis ubsanurensis ingår i släktet Dysaphis och familjen långrörsbladlöss. Inga underarter finns listade i Catalogue of Life.